# Markthalle (Châtelaillon-Plage)

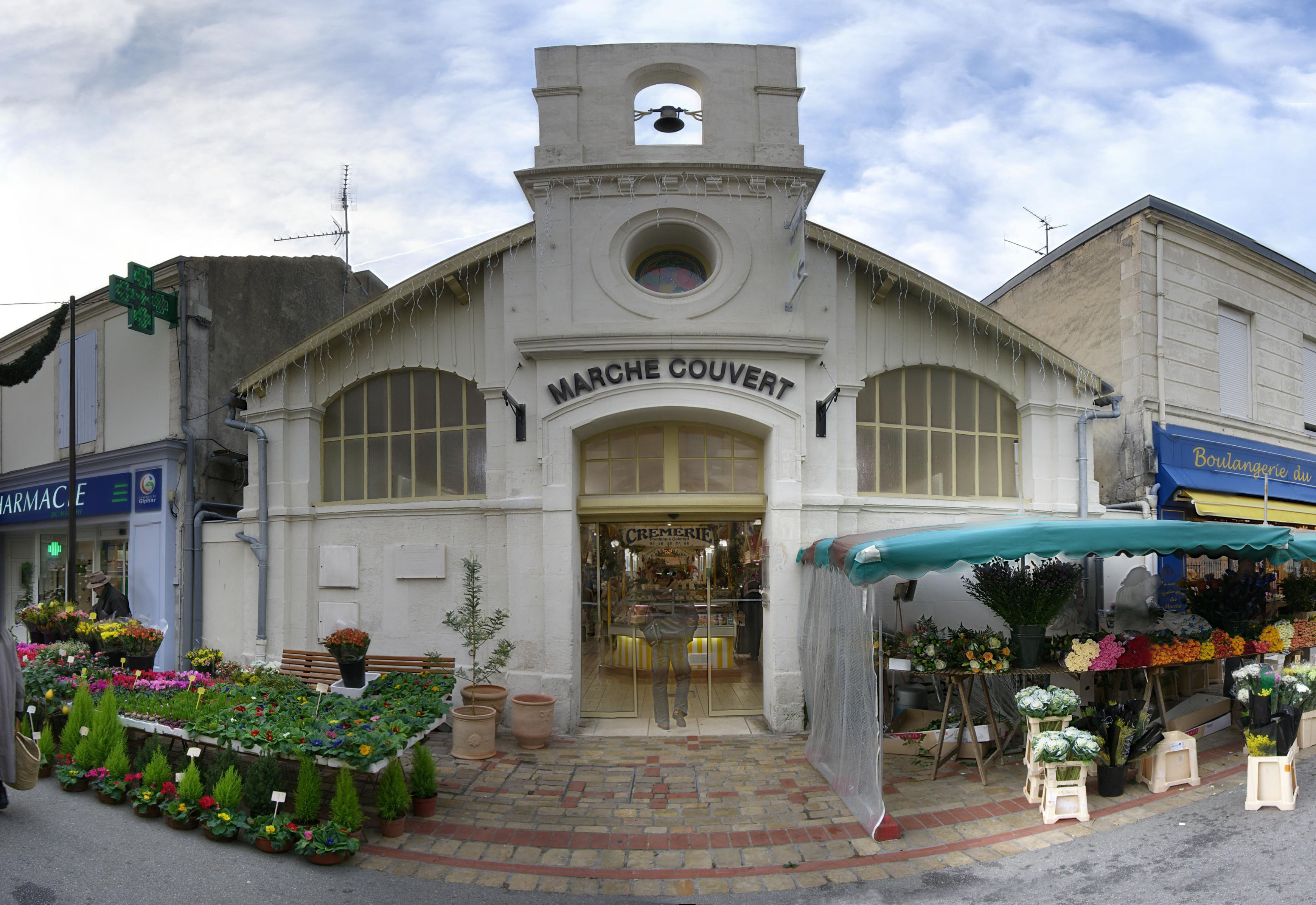
Markthalle in Châtelaillon-Plage

Die Markthalle in Châtelaillon-Plage, einer französischen Gemeinde im Département Charente-Maritime in der Region Nouvelle-Aquitaine, wurde 1882 errichtet.  
Die Markthalle an der Rue du Marché wurde auf Initiative des Rechtsanwaltes Gabriel Fauconnier erbaut, der wesentlich zum  Ausbau des Seebades beigetragen hat. 
Das eingeschossige Gebäude aus Kalksteinmauerwerk steht in Ecklage und wird von Geschäftshäusern flankiert. Über dem Eingang ist ein schmückendes Rundfenster und ein offener Dachreiter mit Glocke zu sehen.  